# Holobrachia vietnamica
Holobrachia vietnamica is een soort in de taxonomische indeling van de armpotigen. De armpotige is een vastzittend dier met een tweekleppige schelp. Het voedingsapparaat van het dier is een lofofoor, een ring met daarop holle tentakels. Op die lofofoor zitten cilia, kleine zweephaartjes, waarmee een waterstroom naar de mond opgewekt wordt.
De armpotige komt uit het geslacht Holobrachia en behoort tot een nog nader te bepalen familie. Holobrachia vietnamica werd in 2001 beschreven door Zezina.